# 山田久寿
山田 久寿（やまだ　ひさとし、1985年8月30日 - ）は、日本のラグビー選手。

## プロフィール
- 福岡県出身[1]。
- ポジションはセンター(CTB)。
- 身長 180cm、体重 83kg
- ニックネームはヒサ。
- 九州代表に選ばれたことがある[2]。

## 略歴
福岡県のつくしヤングラガーズでラグビーを始める。
ラグビーを始めたきっかけはいとこに誘われたことから。
2004年、佐賀工業高校卒業後、帝京大学に入る。
2008年、帝京大学卒業後、コカ・コーラウエストレッドスパークス（現・コカ・コーラレッドスパークス）に加入。同年10月11日に行われたジャパンラグビートップリーグ第4節のトヨタ自動車ヴェルブリッツ戦にて途中出場で公式戦初出場を果たす。
2018年、コカ・コーラレッドスパークスを退団した。